# 1994年北一女中學生自殺事件
北一女中學生自殺事件，指的是1994年發生於台灣宜蘭縣，兩位就讀於臺北市立第一女子高級中學二年級資優班的女生林青慧與石濟雅，相約至宜蘭縣蘇澳鎮一間旅館，以燒炭方式自殺。兩人的遺體及遺書在1994年7月25日中午被旅館人員發現，並報警處理。由於北一女中是全台灣最優秀的女子高中之一，且兩位逝者均為年僅17歲左右的學生，所以此事在當年度成為台灣重大社會新聞之一。
兩名女生的遺書中沒有透露尋死原因，其親屬也認為兩人沒有自殺動機。事後經學者分析採訪，一位受訪者表示曾經在北一女「一個很棒的約會場所」看到疑似是兩位女學生自殺前寫的字跡：「這個社會不允許這樣子的事情發生，可是我對妳的感情很深，這個社會不允許」。

## 事件背景
林青慧（18歲，台北縣新莊市人）與石濟雅（17歲，台北市人），兩人就讀北一女中二年良班，為數理資優班。石濟雅為學校樂團指揮，成績優良，學校將指派她參與國際奧林匹亞數學大賽。林青慧為學校籃球校隊成員，化學成績優良。平日感情良好，在學校安排下，兩人在假日會至台灣大學，分別接受化學系與數學系教授的個別指導。
1994年7月23日，兩人離家至宜蘭縣蘇澳車站前的金都旅館投宿。7月25日中午，旅館人員在浴室發現兩人遺體及遺書。宜蘭地檢署檢察官廖允松與法醫董錫榮相驗時，在現場發現浴室門窗封死，有燒炭痕跡，無掙扎打鬥跡象，無服毒，死因為一氧化碳中毒與缺氧窒息。檢察官推斷兩人在7月23日深夜一同自殺。

## 遺書內容
現場遺書一份，分為三段，由兩人共同書寫。內容為：
親愛的家人：
　　當你們讀到這封信時，請不要為我們難過，這是經過長時間考慮之後的抉擇。我們拋棄了所擁有的一切的原因很難解釋，以下不精確的言詞，希望你們能稍微了解。當人是很辛苦的，使我們覺得困難的，不是一般人所想像的挫折或壓力，而是在社會生存的本質就不適合我們，每日在生活上，都覺得不容易，而經常陷入無法自拔的自暴自棄的境地。我們的生命是這麼地微不足道，在世界上消失應該不會造成什麼影響。我們是在平靜而安詳的心情下，完成了最後一件事。〔以上為林青慧筆跡〕

　　帳單、我的所有東西請送給別人或燒掉，教室裡的糖果還給秀薇，《先知》還麗芬。〔以上為石濟雅的筆跡〕

　　房間裡頭，除了籃球好好擺著，書桌（有擺電腦的桌子）的大抽屜，右邊第二個抽屜和有門的櫃子第一節裡面的信和日記，請全幫我燒掉外，其他的東西都留給弟弟，希望弟弟好好學習，誠心誠意地感覺個中三昧，如果人死了以後還有軀殼以外的東西，我會常常記起你們和祝福你們，盡我所能的。〔以上為林青慧筆跡〕

## 相關創作
- ACG文化研究者楊若暉認為，沈蓮芳於1997年出版的百合漫畫《一輩子守著妳》，係發想於該事件。
- 莊祖宜和Two Fish的歌曲《她們》以此事件為題材。

## 其他參考資料
- 管仁健, , 文經社, 2012-06-01, ISBN 9789576636691
- 楊若暉. . 時報閱讀網.   [2015-08-10]. （原始内容存档于2015-09-24）.